# Абрамович, Рафаил Абрамович
Рафаи́л Абра́мович Aбрамо́вич (настоящая фамилия — Ре́йн; 21 июля 1880, Динабург, Российская империя — 11 апреля 1963, Нью-Йорк, США) — общественный и политический деятель, публицист, член Бунда, делегат 5-го съезда РСДРП, представитель меньшевистского крыла.

## Биография
Родился в еврейской купеческой семье. Закончил реальное училище в городе Поневеже, после этого поступил в Рижский Политехнический Институт, из которого был исключён за вступление в Бунд (1899) и участие в студенческих выступлениях. В 1903 году, спасаясь от грозившего ему ареста, бежал за границу. Образование завершил в Льеже (Бельгия).
Абрамович принимает участие в совещании бундовцев при заграничном комитете, в 1904 году становится членом ЦК Бунда и возвращается в Россию для нелегальной работы. Был арестован и несколько месяцев провёл в Варшавской тюрьме.
В 1904—1905 гг. Абрамович занимал руководящие позиции в Бунде и на 4-м Стокгольмском Объединительном съезде РСДРП (в апреле 1906 г.) добился возвращения Бунда в состав партии. Тогда же окончательно определился как меньшевик и впервые вошёл в состав ЦК РСДРП от Бунда. В 1907 году работал при социал-демократической фракции 2-й Государственной думы, председателем партийного суда над В. И. Лениным (февраль 1907 г.), делегатом 5-го Лондонского (1907 г.) съезда РСДРП, где вместе с Ю. О. Мартовым и А. А. Богдановым-Малиновским представлял отчёт ЦК.
После поражения революции 1905-07 гг. Абрамович являлся одним из активнейших сторонников ликвидаторского течения внутри меньшевистского крыла РСДРП, неоднократно отстаивал его взгляды в печати. Проживая легально в Вильно, занимался педагогической деятельностью.
В 1910 г. арестован, выслан в Вологодскую губернию, откуда вскоре бежал за границу. Делегат с решающим голосом Венской (1912 г.) конференции организаций РСДРП. Выступил одним из инициаторов попытки консолидации партии в так называемом августовском (венском) блоке.
В годы Первой Мировой Войны — интернационалист-циммервальдист. Наряду с П. Б. Аксельродом, Мартовым, С. Ю. Семковским и И. С. Астровым являлся членом Заграничного секретариата Организационного комитета (ОК) РСДРП и редакции его «Известий».

### После Февральской революции
Весной 1917 г. подписал письмо на имя руководства Советов и Временного правительства с требованием обеспечить возвращение политэмигрантов на родину, в мае с группой эмигрантов вернулся в Россию, проехав в специальном вагоне через Германию. 28 мая на заседании Организационного комитета участвовал в обсуждении доклада И. Г. Церетели о внешнем и внутреннем положении страны, политике Временного правительства и деятельности в нём социалистов, выступил с осуждением идеи сепаратного мира, считая, что «…лучше этот вопрос оставить открытым».
20 июня на первом Всероссийском съезде Советов рабочих и солдатских депутатов избран членом ВЦИК.
Как член ЦК Бунда, на Государственном совещании в Москве выступал в качестве представителя еврейских социалистических партий.
Редактор бундистской петроградской газеты «Ди арбетер штиме» («Голос рабочего»).
Делегат августовского объединительного съезда РСДРП, на котором вместе с другими лидерами меньшевиков-интернационалистов избран членом ЦК от меньшинства.
В дни Корниловского мятежа — член Комитета народной борьбы с контрреволюцией. Член Бюро социал-демократической фракции Демократического совещания и Предпарламента.

### После Октябрьского переворота
На 2-м съезде Советов призвал делегатов «вмешаться и сказать своё властное слово относительно развёртывающихся событий», приняв «самые решительные меры к мирной ликвидации кровопролития».
Во время переговоров представителей общественных организаций и партий под патронажем Центрального исполнительного комитета Всероссийского железнодорожного союза (Викжель) для прекращения и предотвращения Гражданской войны в стране потребовал «создания третьего правительства», «перед которым должны капитулировать обе стороны» — и старое, и большевистское правительства.
Делегат декабрьского Чрезвычайного съезда РСДРП (13 — 20 декабря 1917 года), на котором выступил с заявлением о том, что «…большевизм — не солдатское движение», а «выражение стихийных неизбежностей, настроений рабочих масс», что в концентрированном виде стало обоснованием новой политической линии меньшевиков-интернационалистов во главе с Мартовым, пришедших к руководству партией. С декабрьского съезда — бессменный член высших партийных органов — ЦК, затем Заграничной делегации.
После разгона Учредительного собрания Абрамович являлся одним из представителей ЦК РСДРП во ВЦИК Советов. Наиболее резкий противник большевистской линии на подписание сепаратного мирного договора с Германией, сопротивляться которому предлагал вплоть до восстания, на заседании ВЦИК огласил заявление социал-демократической фракции, объявлявшей подписание сепаратного мира «политическим самоубийством российской революции».
В июле 1918 г. один из организаторов и представителей Конференции уполномоченных от фабрик и заводов.
После ареста сидел на Лубянке, затем в Бутырской и Таганской тюрьмах. В своём первом публичном выступлении после ареста (8 декабря) на митинге в Московском политехническом музее заявил, обращаясь к большевикам: «…Если мы, меньшевики, только придём к вам, коммунистам, чтобы совместно с вами работать и, ни о чём не рассуждая, будем вам только слепо помогать, заткнув нос, чтобы плохо не пахло, пользы от этого не будет». В 1919-20 гг. продолжил работу в ЦК, депутат Моссовета, съездов профсоюзов и совнархозов, выступал официальным оппонентом от оппозиции.

### Эмиграция
Осенью 1920 г. вслед за Мартовым выехал за границу для организации там постоянного представительства РСДРП. В 1920-33 гг. жил в Германии, затем во Франции, с 1940 — в США. Один из основателей (в 1921 г.) и член редакции общепартийного журнала «Социалистический вестник».
С 1922 г. один из представителей Венского (так называемого «двухсполовинного») интернационала на совещании трёх Интернационалов в Берлине. Представлял РСДРП в Венском, затем Рабочем социалистическом интернационале (РСИ). Входил в его Исполнительный комитет.
В начале декабря 1922 г. первым из членов Заграничной делегации (ЗД) предложил поддержать решения Бюро ЦК в России о привлечении к активной работе внепартийных правых, выразил особую позицию по вопросу о соглашении с большевиками:

«…Есть одна возможность для единого фронта в Европе — это отказ большевиков от террористической диктатуры в России. Мы готовы забыть всё, и кровь, и грехи, и взять протянутую руку, но только если это искренне и честно, а для этого есть единственное доказательство — предоставление большевиками рабочему классу в России хотя бы той политической свободы, которую он имеет в капиталистических странах».

Как постоянный представитель РСДРП в Исполкоме РСИ неоднократно выступал с докладами о положении в большевистской России. В 1929 г., анализируя «решение национального вопроса в СССР», подчёркивал:
1. Нынешний Советский Союз представляет собою, независимо от тех территорий, которые большевистское правительство аннексировало за годы своего владычества, многонациональное государство, в котором развиваются, и по мере дальнейшего капиталистического развития неизбежно должны будут развиваться всё более всё те же процессы, которые связаны с национальной борьбой.
2. Существующий в СССР строй исходит из признания Советского Союза многонациональным государством и Конституция Союза идёт на словах очень далеко навстречу требованиям национального равноправия и национальной свободы, вплоть до права свободного выхода наций из состава СССР.
3. Поощряя, в значительной мере по соображениям внешнеполитического порядка (на границах с Польшей, Румынией, Финляндией и областях, смежных со сферами влияния Англии) образование всякого рода «автономных национальных республик» в пределах СССР, поддерживая и подчас даже форсируя развитие национальной культуры и национальных стремлений среди ряда «неисторических наций», в своём подавляющем большинстве крестьянская, мелкобуржуазная, утопическая диктатура большевиков в то же время не даёт никакого выхода свободной самодеятельности силам, пробудившимся, отчасти под её же влиянием, в этих нациях, и фактически управляет всем огромным многонациональным государством на началах самого строгого централизма, совершенно игнорируя волю населения.
4. В результате в СССР, в котором, по уверению коммунистов, все национальные вопросы уже якобы окончательно разрешены, происходит огромное накопление националистической энергии, и подготавливаются грядущие национальные бои.
Совершающийся на наших глазах за фасадом комдиктатуры непрерывный рост в деревне и городе мелкобуржуазной собственнической стихии, затопляющий всё больше не только аппарат большевистской диктатуры, но и саму компартию, несёт с собою и быстрое нарастание самого обострённого национализма и большевизма у всех наций, в том числе и русской. Непредотвратимая, при сохранении нынешней диктатуры победа бонапартизма, то есть установление откровенной диктатуры имущих слоёв, будет началом реакции и в области национальных отношений, сигналом к ожесточённой борьбе не только между великодержавным шовинизмом русских бонапартистов и сепаратизмом наций и меньшинствами, но и различных наций между собою.
С начала 1930-х гг. при расколе так называемого мартовского крыла РСДРП образовал, вместе с Д. Ю. Далиным и Б. И. Николаевским, группу «центра», сторонник народного фронта во Франции. Активно сотрудничал в иностранной социалистической прессе. С 1921 г. постоянно публиковался в еврейском социалистическом журнале «Vorwärds» в Америке. Один из редакторов «Еврейской энциклопедии», автор книги о терроре в России, ряда брошюр, двух томов воспоминаний (на еврейском языке), охватывающих период двух революций в России, выпускал журнал «Modern Review». В 1940-51 гг. (с перерывом) — председатель Заграничной делегации и редактор «Социалистического вестника».
23 июня 1941 г. Заграничная делегация приняла проект резолюции, подготовленной Абрамовичем, в связи с нападением гитлеровской Германии на СССР:

…Гитлеровская агрессия против СССР несёт народным массам этой страны новые лишения и страдания, новые формы экономического, социального и национального гнёта, опасность расчленения страны и превращения в колонию 3-го Рейха.

В этих условиях наша партия, вот уже более 20 лет стоящая в непримиримой оппозиции к царящей в России террористической диктатуре компартии, и ни на минуту не меняющая и сейчас своего отношения к сталинскому режиму, тем не менее, как русские и интернациональные социалисты и демократы, становится на почву необходимости защиты нашей страны от гитлеровского нападения и опаснейшего врага человеческой цивилизации, подчиняя борьбу за ликвидацию сталинской деспотии верховным интересам войны.
С 1943 г., благодаря позиции, занятой Абрамовичем, были пересмотрены многие положения действующей партийной платформы. Рассматривая советский строй как тоталитарный, а правящую в СССР коммунистическую партию как диктаторскую, многие члены Заграничной делегации к середине 1950-х гг. отказались от марксистских категорий классового анализа и «мартовской партийной линии».
30 января 1951 г., по предложению Абрамовича, было принято решение «положить заграничную делегацию на лёд», и в течение года издавать только «Социалистический вестник».
Со второй половины 1950-х гг. Абрамович — активный участник американского межуниверситетского проекта по истории меньшевистского движения. (Inter-University Project on the History of Menshevik Movement).
Автор книг и статей на идише и иврите.

## Опубликованные работы
- Abramovitch R.R. The Soviet Revolution, 1917-1939. — New-York: International University Press, 1962.
- Абрамович Р.А. Мартов и проблемы русского большевизма // "Социалистический вестник" : Журнал. — 1923. — № 8-9.